# Georgy Yevgenyevich Lvov
Hoàng tử Georgy Yevgenyevich Lvov (tiếng Nga: Гео́ргий Евге́ньевич Львов; 2 tháng 11 năm 1861 – 7/8 tháng 3 năm 1925) là một chính khách người Nga và là Thủ tướng đầu tiên của Cộng hòa Nga, từ 15 tháng 3 - 21 tháng 7 năm 1917. Với tư cách là nguyên thủ quốc gia trên thực tế của Nga, ông đã lãnh đạo Chính phủ lâm thời sau Cách mạng Tháng Hai dẫn đến việc bãi bỏ chế độ quân chủ Nga.
Là thành viên của gia đình quý tộc Lvov, Georgy Yevgenyevich Lvov sinh ra ở Dresden, Đức, và nổi tiếng khắp cả nước nhờ công tác cứu trợ ở Viễn Đông Nga trong Chiến tranh Nga-Nhật. Năm 1906, ông được bầu vào Duma thứ nhất với tư cách là thành viên của Đảng Dân chủ Lập hiến. Sau Cách mạng Tháng Hai, Lvov được bổ nhiệm làm người đứng đầu Chính phủ lâm thời và giám sát một số cải cách tự do. Một loạt các cuộc khủng hoảng chính trị cuối cùng đã lật đổ chính phủ của ông, và vào tháng 7 năm 1917, ông từ chức thủ tướng và được kế nhiệm bởi bộ trưởng chiến tranh, Alexander Kerensky. Sau Cách mạng Tháng Mười, Lvov bị những người Bolshevik bắt giữ, nhưng sau đó trốn sang Pháp đi qua Mỹ. Ông định cư ở Paris và mất năm 1925.

## Tuổi trẻ và giáo dục
Georgy Lvov sinh ngày 2 tháng 11 năm 1861 (21 tháng 10, theo lịch cũ, lịch Julian) tại Dresden, Saxony, khi đó là một phần của Bang liên Đức.  Gia đình quý tộc Lvov là một trong những gia đình quý tộc lâu đời nhất ở Nga, có nguồn gốc từ các hoàng tử thuộc triều đại Rurik có chủ quyền của Yaroslavl. Cha ông là một người theo chủ nghĩa tự do có tư tưởng cải cách, người đã dành gần như toàn bộ thu nhập của mình cho việc học hành của con cái; Lvov và năm người anh em của mình được gửi đến những trường học danh tiếng nhất ở Moscow. Trong suốt tuổi trẻ của mình, Georgy sống cùng gia đình tại quê hương của họ tại Popovka ở Guberniya Tula, cách Moscow chưa đầy 190 kilômét (120 mi) và chỉ cách Yasnaya Polyana, quê hương của nhà văn Leo Tolstoy vài dặm. Gia đình Lvov coi Tolstoy là một trong những người bạn thân nhất của họ.
Theo tiêu chuẩn của tầng lớp quý tộc Nga, Lvov sống một lối sống thanh đạm. Những thứ xa hoa ở mức tối thiểu và khu đất của họ được coi là nhỏ chỉ có 1.000 mẫu Anh (400 ha). Nhà Lvov đã tạo ra những khoản nợ khổng lồ vượt quá khoảng 150.000 rúp vào cuối những năm 1870. Với việc bãi bỏ chế độ nông nô, họ rơi vào nhóm địa chủ không có phương tiện để sống theo cách mà nhiều quý tộc Nga khác đã quen thuộc. Để trả nợ, gia đình buộc phải bán các bất động sản khác, một nhà máy bia ở Bryansk và căn hộ của họ ở Moscow. Mặc dù vậy, họ vẫn nợ nần chồng chất và phải đối mặt với viễn cảnh phải bán Popovka hoặc chuyển nó thành một trang trại sinh lãi. TGia đình Lvov đã chọn cách thứ hai, sau đó Georgy nhớ lại: "Ý tưởng từ bỏ ngôi nhà của tổ tiên chúng ta là không thể tưởng tượng được". Trang trại ở Popovka đã trở nên đổ nát sau nhiều thập kỷ bị bỏ quên đến mức cần phải làm việc vất vả để khôi phục lại nó. Vào thời điểm này, cha anh quá ốm không thể làm việc, để lại bốn anh trai và chị gái duy nhất của Georgy phụ trách trang trại trong khi anh học luật tại Đại học Moscow. Gia đình đã sa thải tất cả người hầu và sống như nông dân ― Lvov sau này nhớ lại khoảng thời gian này như nguồn gốc của sự giải phóng của chính mình: "Nó tách chúng tôi ra khỏi tầng lớp thượng lưu và khiến chúng tôi trở nên dân chủ". Nhờ sức lao động của họ, tất cả các khoản nợ đã được hoàn trả vào cuối những năm 1880 và ngôi nhà của tổ tiên họ được cứu vãn.
Năm 1899, Hoàng tử Lvov kết hôn với họa sĩ vẽ chân dung gốc Hungary Vilma Lwoff-Parlaghy ở Prague; họ nhanh chóng ly hôn, mặc dù Vilma vẫn tiếp tục tự phong cho mình là "Công nương Lwoff-Parlaghy"  bằng tên nghệ sĩ của mình với sự cho phép của Hoàng tử Lvov. Hoàng tử cũng tiếp tục cấp cho cô một khoản trợ cấp cố định hàng năm.
Lvov cũng đã kết hôn với Nữ bá tước Julia Alexeievna Bobrinskaya (1867–1903), chắt gái của Grigory Orlov và Catherine Đại đế mà không có vấn đề gì. Họ gặp nhau khi Lvov đang làm việc trong một bếp nấu súp ở Tỉnh Tambov trong nạn đói ở Nga năm 1891–1892.

## Tiền cách mạng
Hoàng tử Lvov sinh ra ở Dresden, Liên bang Đức và xuất thân từ các hoàng tử Viking có chủ quyền của thành phố Yaroslavl. Gia đình anh chuyển nhà đến Popovka ở quận Aleksin thuộc tỉnh Tula từ Đức ngay sau khi anh sinh ra. Ông tốt nghiệp Đại học Quốc gia Moskva với bằng luật, sau đó làm việc trong ngành dân sự cho đến năm 1893. Trong Chiến tranh Nga-Nhật, ông đã tổ chức công tác cứu trợ ở phương Đông và năm 1905 gia nhập Đảng Dân chủ lập hiến tự do. Một năm sau, ông đã giành chiến thắng trong cuộc bầu cử vào Đuma thứ nhất và được đề cử cho vị trí bộ trưởng. Ông trở thành chủ tịch của Liên minh địa phương toàn Nga năm 1914, và năm 1915, ông trở thành lãnh đạo của Liên minh địa phương cũng như thành viên của Zemgor, một ủy ban chung của Liên minh địa phương và Liên minh các thị trấn giúp cung cấp quân đội và có xu hướng bị thương từ Thế chiến thứ nhất. Vào tháng 12 năm 1916, sau khi các hoàng tử của Lvov tại Đại hội địa phương, các tổ chức tình nguyện sẽ không cho phép ai làm việc cho chính phủ trừ khi sự hợp tác của họ được mua bởi những nhượng bộ chính trị.
Ông kết hôn với nữ bá tước Julia Alexeievna Bobrinskaya (1867 trừ 1903), cháu gái lớn của Grigory Orlov và Ekaterina Đại đế, không vấn đề gì.

## Những năm sau đó
Trong cuộc Cách mạng Nga đầu tiên và sự thoái vị của Nikolai II, Hoàng đế Nga, Lvov đã trở thành người đứng đầu chính phủ lâm thời do Duma thành lập vào ngày 2 tháng 3. Không thể tập hợp đủ sự ủng hộ, ông đã từ chức vào tháng 7 năm 1917 để ủng hộ Bộ trưởng Chiến tranh của mình, Aleksandr Kerenskii.
Sau Cách mạng Tháng Mười, ông định cư ở Tyumen. Vào mùa đông năm 1918, ông bị bắt và chuyển đến Yekaterinburg. Ba tháng sau, Lvov và hai tù nhân khác (Lopukhin và Hoàng tử Golitsyn) đã được thả ra trước tòa án theo một văn bản cam kết không rời khỏi nơi này và Lvov ngay lập tức rời Yekaterinburg, tìm đường đến Omsk, bị quân đoàn Tiệp Khắc nổi loạn chiếm đóng. Định tạm thời Chính phủ Siberia, đứng đầu là Pyotr Vologodsky, được thành lập ở Omsk và hướng dẫn Lvov rời khỏi Hoa Kỳ (vì người ta tin rằng đất nước này có khả năng cung cấp sự hỗ trợ nhanh nhất và hiệu quả nhất cho các lực lượng chống Bolshevik) để gặp Tổng thống Mỹ Woodrow Wilson và các chính khách khác để thông báo cho họ về các mục tiêu của các lực lượng chống Liên Xô và nhận được sự trợ giúp từ các đồng minh cũ của Nga trong Chiến tranh thế giới thứ nhất. Vào tháng 10 năm 1918, ông đến Hoa Kỳ nhưng đã muộn vì vào tháng 11 cùng năm, Chiến tranh thế giới thứ nhất kết thúc và sự chuẩn bị bắt đầu cho hội nghị hòa bình ở Paris, nơi trung tâm chính trị thế giới chuyển đến.
Thất bại trong việc đạt được bất kỳ kết quả thực tế nào ở Hoa Kỳ, Lvov trở về Pháp, nơi vào năm 1918 1919 1920, ông đứng đầu cuộc họp chính trị Nga ở Paris. Ông là nguồn gốc của hệ thống trao đổi lao động để giúp đỡ những người di cư Nga, chuyển sang xử lý các quỹ của Zemgor, được lưu trữ tại Ngân hàng Quốc gia Hoa Kỳ. Sau đó, ông rời khỏi chính trị, sống ở Paris trong nghèo khó, làm việc tại thủ công mỹ nghệ và viết hồi ký.

## Đài tưởng niệm
Có một đài tưởng niệm Hoàng tử Lvov ở Aleksin và một triển lãm nhỏ về ông trong bảo tàng thị trấn. Ở Popovka có một đài tưởng niệm khác đối diện nhà thờ địa phương của ông và một tấm bảng trên tường của trường địa phương do ông thành lập. Ông qua đời ở Boulogne-sur-Seine và được chôn cất tại Nghĩa trang Nga Sainte-Geneviève-des-Bois ở Pháp.
Một người họ hàng của ông tên là Hoàng tử Andre Nikita Lwoff (1901–1933), được mô tả khác nhau là con trai hoặc cháu trai của Georgy Lvov, được chôn cất tại nghĩa trang cũ ở Menton, Pháp

### Bibliography
- Figes, Orlando (2017). A People's Tragedy: the Russian Revolution (ấn bản thứ 100). London: Bodley Head. tr. 46–816. ISBN 9781847924513.
- Porter, Thomas Earl (Winter 1997). "Prince Georgii Evgenevich Lvov: A Russian public servant". Canadian-American Slavic Studies. Quyển 31 số 4. Greensboro. tr. 375–6. doi:10.1163/221023997X00825. Bản gốc (harv) lưu trữ ngày 4 tháng 5 năm 2022. Truy cập ngày 27 tháng 1 năm 2024.
- Porter, Thomas Earl (ngày 16 tháng 1 năm 2015). "Prince Georgii E. Lvov: The Zemstvo, and the failure of Russian liberalism". Международный научно-исследовательский журнал. Quyển 31 số 12. Greensboro: North Carolina Agricultural and Technical State University. tr. 101–8. ISSN 2227-6017.
- Lyubin, Dmitry (2017). 1917, Romanovs & Revolution: The End of Monarchy (bằng tiếng Dutch). Amsterdam: Hermitage. tr. 103. ISBN 978-9078653677.{{Chú thích sách}}:  Quản lý CS1: ngôn ngữ không rõ (liên kết)
- Tucker, Spencer (2014). World War I: The Definitive Encyclopedia and Document Collection (ấn bản thứ 2). Santa Barbara: ABC-CLIO. tr. 1003–4. ISBN 978-1851099641.